# 아프리카 토착교회
아프리카 토착교회(-土着敎會, 영어: African initiated church)는 아프리카 선교사들에 의해 생겨난 토착적 기독교 종파이다. 가장 오래된 교파는 4세기에 설립된 에티오피아 정교회이다.

## 명명
이러한 형태의 기독교에는 아프리카에서 시작된 교회, 아프리카 독립 교회, 아프리카 토착 교회, 아프리카 계 교회 등 다양한 중복 용어가 존재한다. 약자인 AIC가 그것들 모두를 포괄한다. 이름의 차이는 연구자가 강조하고자 하는 측면과 일치한다. 예를 들어, AIC가 아프리카 문화 형태를 보여준다고 지적하고자 하는 사람들은 그들을 토착교회라고 묘사한다. 이러한 용어들은 대부분 그러한 집단에게 부과되어 왔으며, 그들이 그들 자신을 묘사하는 방식이 아닐 수도 있다.
아프리카인이라는 용어는 이러한 기독교 집단이 아프리카에서 형성되었지만 AIC는 서로 다르다는 사실을 가리킨다. 모든 아프리카 문화 시스템이 같은 것은 아니다. 지역적 변화는 서아프리카, 동아프리카, 남아프리카에서 발생하며, AIC는 이를 반영할 것이다. AIC는 이제 아프리카 밖에서 발견될 수 있다.

## 지역
아프리카 토착교회는 아프리카 전역에 걸쳐 분포하지만 특히 남아프리카와 서아프리카에서 대중적이다. 최소 36%의 인구가 아프리카 토착교인이다.

## 기원
제국주의 식민지 시기 많은 흑인들은 기독교적 신학과 교육을 받을 수 없었고 그들 스스로 교회를 세울 수 도 없었다. 그래서 아프리카 토착신앙과 결합된 교회를 세우기 시작했다. 주요한 이유는 다음과 같다.
- 백인의 정치적 지배력에서 벗어나기 위해
- 보다 원주민 친화적인 선교를 위해
- 서구식 문화와 아프리카 고유 문화간의 이질성을 줄이기 위해

## 분류 및 체계
수천 개가 넘는 아프리카 교회는 각각 교회만의 특성을 가지고 있다. 특히 남아프리카 공화국에서는 교회 수가 10,000개가 넘는다.
또한 많은 교파들이 정통 기독교단인 성공회, 감리교, 정교회, 오순절교회, 가톨릭 교회등의 신학을 서로 공유한다.

### 에티오피아 정교회
에티오피아 정교회는 프루멘티우스에 의해 설립되었다. 이후 에티오피아 왕실에 의해 국교로 선포되었으며 20세기 알렉산드리아 콥트교회의 수위권으로부터 벗어나 독자적인 전례와 교리를 확립했다.

### 시온주의자 교회
시온 교회의 근원은 일리노이주 자이언에서 시작된 흑인교회이다. 이후  1900년대 초반 남아프리카로 선교사를 파송한 후 남아프리카 공화국에 교회를 세웠다. 계시와 조상숭배 예언을 강조한다.

### 메시아닉 교회
지도력이 강한 일부 AIC는 연구자들에 의해 메시아닉으로 묘사되었지만, 여러 의견이 존재한다. "메시아닉"이라고 불려온 교회들은 지도자들의 힘과 신성함에 초점을 맞추고 있다; 종종 지도자들은 그들의 추종자들에 의해 예수와 같은 특성을 지녀야 한다고 생각한다. 메시아닉으로 묘사된 교파로는 콩고 민주 공화국의 시몽 킴방구의 킴방구주의, 남아프리카 공화국의 콰줄루-나탈의 이사야 셈베의 나사렛 침례교회, 남아프리카 공화국의 림포포에 본부를 둔 엔게나스 레크가냐네 시온 기독교 교회, 그리고 이반다 렌라라교 등이 있다.

### 알라두라 오순절교회
알라두라 오순절 교회는 나이지리아에서 유래되었다. 교회는 기도의 힘과 성령의 세례의 모든 효과에 의존한다. 오늘날 그러한 교회에는 그리스도 사도 교회, 체루빔과 세라핌 운동, 그리스도의 천체 교회와 주님의 교회(알라두라)가 있다. 제1차 알라두라 운동은 1918년 현재 나이지리아 오군 주에 있는 이제부 오데에서 각각 학교 교사와 금공인 소피아 오둔라미와 조셉 사다레에 의해 시작되었다. 그들은 둘 다 세인트루이스에서 왔고, 구세주 성공회 그들은 유아 세례와 서양인이든 전통적이든 모든 형태의 약을 거부했다. 그 결과, 그들은 흔히 에그베 알라두라라고 불리는 "Prayer Band"를 시작했다.

## 같이 보기
- 레지오 마리아
- 킴방구주의